# Dán Klára
Klára (Klari) Dán von Neumann (született Dán Klára) (Budapest, 1911. augusztus 18. – San Diego, Kalifornia, 1963. november 10.) tudós, a számítógép-programozás úttörője.

## Élete
Gazdag zsidó családban született, Dán (Diamant) Károly és Stadler Kamilla gyermekeként. Édesapja az Osztrák–Magyar Monarchia tisztjeként szolgált az első világháborúban, melyet követően a család a Tanácsköztársaság elől Bécsbe költözött. A proletárdiktatúra bukása után visszaköltöztek Budapestre. A család jólétben élt, gyakran tartottak összejöveteleket, melyeken Klára sok embert ismert meg. Tizennégy éves korában országos bajnok lett műkorcsolyában. A budapesti Veres Pálné Gimnáziumban érettségizett 1929-ben. 1931-ben összeházasodott első férjével, Engel Ferenccel, majd pedig 1936-ban hozzáment második férjéhez, Rapoch Andorhoz. Neumann Jánossal a második világháború kitörése előtt ismerkedtek meg, mikor az hazalátogatott Budapestre. Amikor Neumann elvált első feleségétől, Dán Klára is elvált Rapoch Andortól. 1938-ban összeházasodtak és kivándoroltak az Egyesült Államokba.
1943-ban a Statisztikai Számítási Csoport vezetője lett a Princetoni Egyetemen, majd 1946-ban átkerült a Los Alamos Nemzeti Laboratóriumba, ahol a MANIAC I-en dolgozott programozóként. 
Neumann János halála után, 1958-ban ismét megházasodott, negyedik férje Carl Eckart fizikus lett, akivel San Diego La Jolla kerületébe költözött. 1963-ban hunyt el, amikor La Jolla-i otthonukból autóval a tengerpartra hajtott, majd ott besétált a hullámverésbe és megfulladt. A San Diegó-i halottkémi hivatal jelentése a halálát öngyilkosságnak minősítette.

## Munkássága
A világ első programozóinak egyike. Programozói munkájával matematikai problémák megoldásához járult hozzá. Ő volt a Neumann János és Julian Bigelow által a Los Alamos-i Tudományos Laboratóriumban fejlesztett MANIAC nevű számítógép programozója. Az ENIAC egyik első programozója volt, részt vett vezérlőberendezéseinek tervezésében is. Az időjárás előrejelzésével foglalkozó meteorológusokat tanította programozásra. Ő írta az előszót Neumann Jánosnak a Silliman-előadások keretében megjelent posztumusz művéhez, melynek szerkesztett változata később a Yale University Press kiadásában The Computer and the Brain címmel jelent meg (magyarul először A számológép és az agy címmel, Szalai Sándor fordításában a Gondolat Kiadó adta ki 1964-ben).

## Fordítás
- Ez a szócikk részben vagy egészben  a   Klara Dan von Neumann című angol Wikipédia-szócikk ezen változatának fordításán alapul.  Az eredeti cikk szerkesztőit annak laptörténete sorolja fel. Ez a jelzés csupán a megfogalmazás eredetét és a szerzői jogokat jelzi, nem szolgál a cikkben szereplő információk forrásmegjelöléseként.